# Zöld Dunakeszi Program

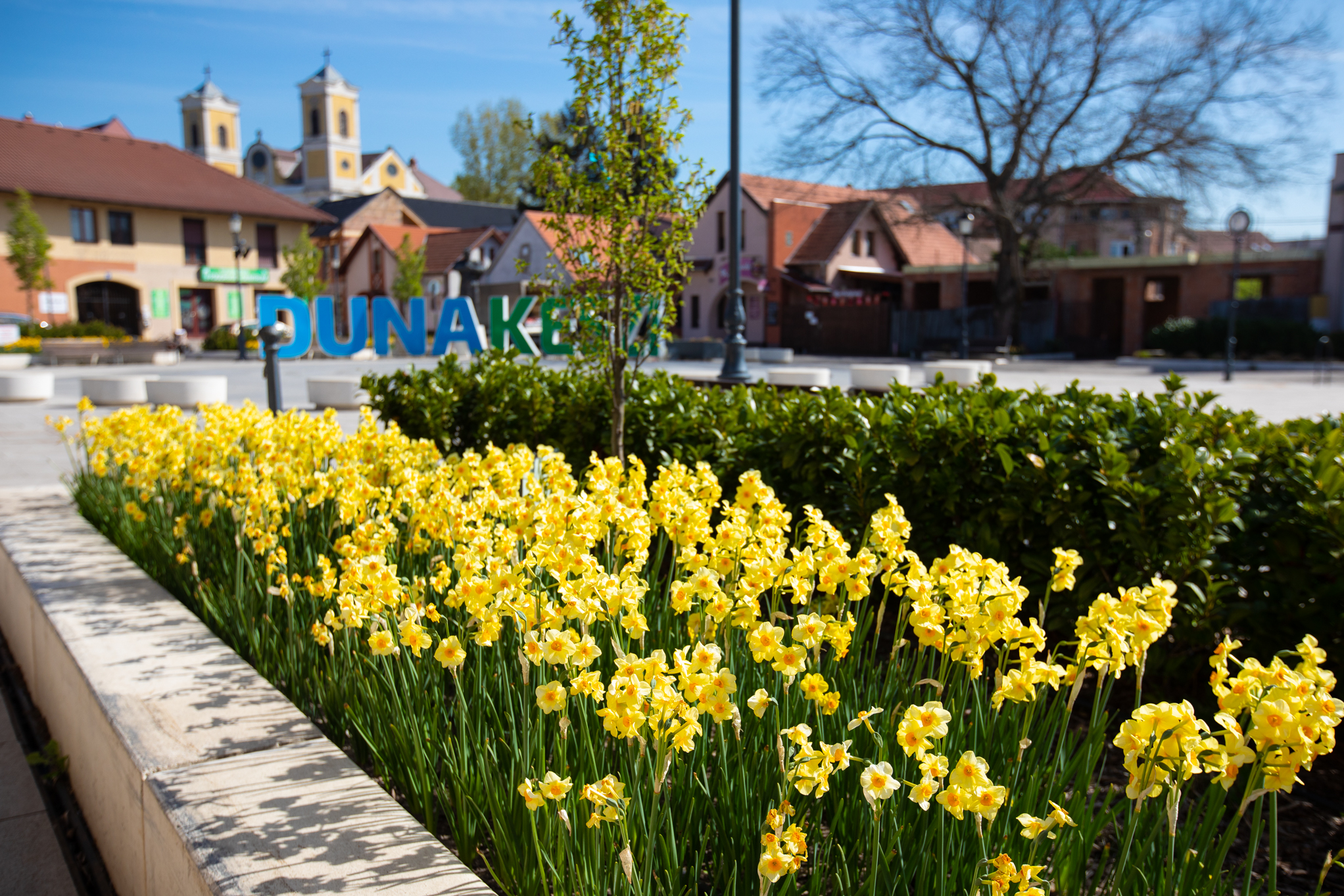
Dunakeszi főtere (IV. Béla király tér) tavasszal (2020)

Dunakeszi 2010 óta szervezi intenzíven és modern alapelvek mentén városi környezetvédelmi tevékenységét, amely 2019 óta a „Zöld Dunakeszi Program” nevet viseli, és Nyíri Márton alpolgármester felel a végrehajtásáért. A város vezetése elkötelezett a környezetvédelem mellett, célja, hogy egy átfogó, szakemberek és a helyi lakosság bevonásával működő tudatos program révén minél többet tegyen a város tisztaságáért és környezete védelméért. Kiemelten fontosnak tartják, hogy „idővel minden dunakeszi lakosnak természetessé váljon a környezettudatos gondolkodás, a hulladék szelektív módon való gyűjtése, és annak fontossága, hogy milyen világot teremtünk magunknak és utódainknak.”

## Faültetés
A környezetvédelmi program keretében 2010 óta évi több száz, 2019-től évi 1000-nél több fát ültet a város. 2020-ban 1300-nál is több fa ültetésére került sor, ahogyan telepített a város Dunakeszi és Fót határában egy 15.000 csemetéből álló klímaerdőt.
Nagy népszerűségnek örvend a lakossági faültetési program. Ennek keretében a lakosság számos fafajta közül választva igényelhet facsemetét, amelyet a város – kérésre – el is ültet, a lakónak a gondozást kell vállalnia.

## Városi főkertész
Mérföldkőnek számít a program történetében, hogy 2019. szeptember 1-jétől szakember, Tóth Eszter főkertész irányítja. A program keretében a város figyelmet fordít a zöldterületek gondozására, faállománya karbantartására. A főkertész szakmai döntése alapján folyamatosan sor kerül az elöregedett, beteg fák kivágására (a településen mintegy negyven éve nem történt ilyen jellegű felmérés és karbantartás), helyettük új fák telepítése történik meg. Nem egyszerre vágják ki az öreg fákat, hanem fokozatosan, így az utánpótlás is folyamatos.

## „Tiszta udvar, rendes ház”
Kiemelt lakossági érdeklődés mellett folyik a „Tiszta udvar, rendes ház”-program, amelynek célja, hogy – a rendezett városkép érdekében – elismerje és követendő példaként hivatkozhasson olyan ingatlanokra, amelyekre a tulajdonosok is nagy gondot fordítanak. Ez lehet családi vagy társasház (lépcsőház) is, a cél, hogy Dunakeszi szép, rendezett város legyen a magántulajdonú ingatlanok tekintetében is. Az elismerésben mindenki részesül, aki megfelel a pályázati kiírásnak, erről a Rendezett Városért Tanácsadó Testület dönt. A sikeres pályázók 15cm x 20cm-es, Dunakeszi címerrel és a kategóriának megfelelő felirattal ellátott táblát kapnak. Pályázni egy letölthető adatlap beadásával lehet.

## „Zöldülő Dunakeszi” fotópályázat
2020-ban írta ki először az Önkormányzat a „Zöldülő Dunakeszi” fotópályázatot, amelynek keretében – életkortól függetlenül – minden dunakeszi lakos küldhet be fotót a zöldülő városról. A képekből kiállítást is rendez a város. A pályaműveket egy három tagú zsűri értékeli, értékes ajándékutalványokkal jutalmazza az első három helyezettet. A pályázat március 1-jétől június 15-ig tart.

## „Dunakeszi Önkéntes Köztisztasági Napok”
A „Dunakeszi Önkéntes Köztisztasági Napok” keretében 2010-től a városi lakosság – önkéntes alapon – évi egy alkalommal részt vállal a városban és annak környékén eldobott, kitett hulladék összegyűjtésében. 2020-tól évi két alkalommal kerül megrendezésre a köztisztasági nap.

## Gyermekek oktatása
2015 óta folyik az általános iskolák 4–8. osztályos diákjai számára interaktív oktatás a városi környezetvédelemről, a település hulladékgazdálkodási és állattartási kérdéseiről, problémáiról, amelyhez digitális tananyag is készült, a Dunakeszi Tankerületi Központ támogatásával.

## Tanösvény a Duna-parton
A strand területén 2018-ban kialakított „Dunakeszi tanösvény” a Duna-part élővilágát táblák, rajzok és feladatok segítségével mutatja be az óvodás és iskolás korosztályának számára.

## Mezőőri szolgálat
A 2011 óta működő mezőőri szolgálat a külterületek és külső zöldterületek ellenőrzését végzi. Kiemelt szerepe van az illegális hulladéklerakás felderítésében, felszámolásában.

## Szelektív hulladékgyűjtés
2014-ben fokozatosan bevezette a város a házhoz menő, hulladékzsákos szelektív hulladékgyűjtést. Ennek keretében a Dunakeszi Közüzemi Nonprofit Kft. munkatársai kétféle zsákot osztottak ki a lakosságnak. Az egyikbe a PET-palackokat, a másikba az átlátszó zsákba pedig a PP és HDPE jelzésű (a flakon alján jelzett) kimosott kozmetikai és tisztítószeres flakonok, (pl. samponos, habfürdős, mosószeres, öblítő szeres flakonok), a háztartásban előforduló tiszta fóliák, alumínium italos dobozok, fém konzervdobozok, illetve a tetrapak dobozok gyűjthetők. Évi két alkalommal az elektromos és a veszélyes hulladékok gyűjtésére is sor került. A képviselő-testület 2019. decemberi ülésén határozott egy ÖKO-udvar létrehozásáról, ahol a veszélyes és elektromos hulladékokat egész évben átveszik, díjmentesen.

## Zöldhulladék gyűjtése
A zöldhulladék gyűjtése (zöld) zsákos rendszerben folyik a településen, kéthetente, meghatározott gyűjtési napokon. A nagyobb méretű nyesedéket, gallyat pedig 1,5 m-es kötegekben szedik össze a Dunakeszi Közüzemi Nonprofit Kft. munkatársai.